# V636 Возничего
V636 Возничего (лат. V636 Aurigae) — двойная затменная переменная звезда типа W Большой Медведицы (EW) в созвездии Возничего на расстоянии приблизительно 1599 световых лет (около 490 парсеков) от Солнца. Видимая звёздная величина звезды — от +14,04m до +13,35m. Орбитальный период — около 0,3406 суток (8,1748 часов).

## Характеристики
Первый компонент — оранжевый карлик спектрального класса K0V. Радиус — около 1,31 солнечного, светимость — около 0,846 солнечных. Эффективная температура — около 4833 K.
Второй компонент — оранжевый карлик спектрального класса K.